# Jairton Dupont
Jairton Dupont é um químico brasileiro. É Professor Associado do Departamento de Química Orgânica da Universidade Federal do Rio Grande do Sul desde 1992 e bolsista 1A de produtividade em pesquisa do CNPq.
Formado em Administração pela Escola Técnica da UFRGS, Licenciado em Química pela PUCRS, Doutor em Química pela Universidade Louis Pasteur de Strasbourg, França, e pós-doutorado na Universidade de Oxford, Inglaterra.
Em 1990 retornou ao Brasil, atuando como bolsista recém-doutor no Instituto de Química da UFRGS.
No ensino, atua desde 1979, tendo sido professor do Estado do Rio Grande do Sul de 1979 a 1983.
Foi coordenador da Comissão de Graduação do Curso de Química (1993-1996) e da Pós-Graduação em Química (2001-2003), membro do Comité Assessor da área de Química do CNPq (2003-2004 e 2011-2013) e da FAPERGS (2000-2003), e foi representante de área na CAPES (2005-2011).
Atualmente é diretor do Centro de Nanociência e Nanotecnologia (CNANO) da UFRGS.
Orientou dezenas de trabalhos de conclusão de curso de graduação e de iniciação científica, e 20 dissertações de mestrado e 23 teses de doutorado concluídas. Desenvolve projetos de pesquisa em catálise tendo publicado mais de 200 artigos em periódicos internacionais, treze patentes, nove capítulos de livros internacionais e um livro texto de Química organometálica para a graduação.
Os trabalhos publicados já receberam mais de 11.000 citações.
Foi professor convidado da Universidade Louis Pasteur de Strasbourg - França (fevereiro de 2001 e em julho de 2004), Universidade de Erlangen-Nüremberg, Alemanha (2005), e Universidade de Alcalá de Henares (2008, 2010 e 2011) e Rovira i Virgili (2011), Espanha.
É membro titular da Academia Brasileira de Ciências.

## Perfil
Não mais que uma dúzia de cientistas brasileiros recebeu, nos últimos dez anos, alguma atenção mundial por seu trabalho. Desse restrito grupo, quase todos trabalham em universidades no exterior. Um deles trabalha na UFRGS. Ele se chama Jairton Dupont.
	Seu lugar acadêmico é o Instituto de Química, onde pesquisa, leciona e orienta desde 1992; sua inserção científica é, no rigor do termo, planetária. Foi reconhecido como um dos cem mais influentes químicos mundiais na década inicial do século 21, por haver, no período, publicado 120 artigos e obtido 6.964 citações de pares, mundo afora. Nesta seletíssima lista, é não apenas o único brasileiro, mas o único fora da área desenvolvida, EUA, Europa e Japão. Já recebeu medalhas e prêmios na Alemanha, nos EUA, na China, no Brasil.
	Como vários outros colegas da UFRGS, vive o cotidiano com a angústia de saber que pode avançar muito, na formação de novos pesquisadores ou na invenção de soluções para problemas da sociedade, mas precisa lidar com uma estrutura universitária pesada, não por culpa de um de ou de outro, mas por ter sido concebida para outros fins, em outros tempos.
	Sua trajetória pessoal não é muito típica. Filho de família humilde, descendente de imigrantes suíços pobres, nascido no interior do atual município de Farroupilha, RS, veio menino com a família para Canoas, cidade vizinha a Porto Alegre. Os pais investiam tudo que tinham, do afeto e do tempo ao escasso dinheiro, no estudo dos filhos. Mesmo assim não era suficiente, e aos 13 anos Jairton começou a trabalhar; teve sua primeira assinatura na Carteira de Trabalho aos 14 anos, como vendedor em loja de ferragens. Estudava à noite, o tempo possível.
	Pela facilidade nas contas, pensou em ser professor de Matemática, e por isso se encaminhou ao curso noturno de Ciências, licenciatura curta, na PUCRS. Ali foi por assim dizer convocado pela Química, área mais misteriosa e fascinante do que a Matemática, para aquele jovem. Começou a lecionar em escolas já no primeiro ano da faculdade, período no qual manteve militância política nos marcos da esquerda, pela derrubada da ditadura, pelo restabelecimento das liberdades civis e, no horizonte mais distante, pelas reformas sociais que buscassem maior igualdade entre todos.
	Recém-formado, Jairton quis estudar mais, quis ganhar o mundo. Contando com as precárias redes de apoio e de divulgação da época, conseguir um lugar na Universidade Louis Pasteur, em Strasbourg, França. Lá fez uma especialização e se doutorou. Este ciclo de formação exigente se completou com um estágio de pós-doutorado na Inglaterra, em Oxford, por três anos.
	Na ilha inglesa casou-se com Martha Olivar Jimenez, que completava seu doutorado em Direito Internacional Público. Resolveram estabelecer-se em Porto Alegre; aqui, Jairton ingressou na UFRGS, e Martha, após alguns anos lecionando na PUCRS, venceu um concurso para professora na Universidade Federal, em sua área. Formam o mesmo casal desde então; depois de duas décadas de casamento, tiveram uma filha, Isabel Cristina, agora com pouco mais de dois anos.
	Envolvido há muitos anos com gestão de projetos de alto valor e participando de entidades científicas (atuou por muitos anos no Conselho Científico da CAPES, colaborando para o rigor do sistema de pós-graduação brasileiro), ele costuma repetir que sua maior realização foi ajudar na formação de dezenas de estudantes, pois foi através do trabalho deles que tudo se concretizou.

## Prêmios
2011	Top 100 Chemists, 2000-2010.
2011	Cidadão Emérito de Farroupilha, RS.
2011	Prêmio da Acadêmica de Ciências do Terceiro Mundo (Prêmio TWAS) em Química.
2011	Prêmio Pesquisador Gaúcho FAPERGS - Especial Ano Internacional da Química.
2010	Prêmio Fundação Conrado Wessel
2008	Professor do Master de Química Inorgânica Molecular, Universidad de Alcala de Henares (Espanha).
2008	Medalha Journal of the Brazilian Chemical Society, Sociedade Brasileira de Química.
2008	Inventor-Inovador FINEP 2008, FINEP.
2008	Prêmio Inventor, PETROBRAS.
2008	WIPO AWARD, World Intellectual Property Organization.
2007	Scopus, Elsevier-CAPES.
2007	Prêmio Inventor, PETROBRAS.
2005	Friedrich Wilhelm Bessel Forschungspreis, Ministério da Educação, Ciência e Tecnologia da Alemanha - Fundação Alexander von Humboldt.
2005	Membro Titular da Academica Brasileira de Ciências, Academia Brasileira de Ciências.
2005	Medalha Simão Mathias, Sociedade Brasileira de Química.
2003	Autor do fast-breaking paper de outubro de 2003, ISI (https://web.archive.org/web/20180102235318/http://esi-topics.com/).
1998	Pesquisador Destaque em Química do Estado do Rio Grande do Sul, FAPERGS.